# Exomalopsis binotata
Exomalopsis binotata är en biart som beskrevs av Timberlake 1980. Exomalopsis binotata ingår i släktet Exomalopsis och familjen långtungebin. Inga underarter finns listade i Catalogue of Life.